# Tajur (Cigasong)
Tajur is een bestuurslaag in het regentschap Majalengka van de provincie West-Java, Indonesië. Tajur telt 2844 inwoners (volkstelling 2010).